# Яременко Сергій Олександрович
Сергі́й Олекса́ндрович Яре́менко (нар.22 листопада 1948, Кривий Ріг) — український банкір, економіст і фінансист, екс-голова правління Державного експортно-імпортного банку України, екс-заступник голови Національного банку України. Заслужений економіст України.

## Біографія
Народився 22 листопада 1948 в Кривому Розі.
В 1978 закінчив Київський державний університет ім. Т. Г. Шевченка, після чого працював в Зовнішеконмбанку СРСР у м. Києві (з 1988 — Укрзовнішекономбанк). В 1991 стажувався в закордонних банках і в Міжнародному валютному фонді.
В 1992 зі створенням на базі Укрзовнішекономбанку Державного експортно-імпортного банку України (Укрексімбанк) став його першим керівником — Головою Правління. В 1996 перейшов на роботу в Національний банк України, де очолив департамент валютного регулювання.
В 2004 працював головою правління КБ «Банк Москви».
В лютому — серпні 2005 — заступник голови НБУ, де відповідав за блок грошово-кредитної та валютно-курсової політики. Після ревальвації гривні в 2005, як прихильник фіксованого обмінного курсу, подав у відставку.
2006—2008 — радник міністра економіки.